# 龙湾屯镇
龙湾屯镇是中国北京市顺义区下辖的一个镇，1994年撤乡设镇。

## 地理
龙湾屯镇位于顺义区东北部。西靠木林镇，南界张镇，东邻平谷区峪口地区，东北接密云县东邵渠镇。

## 行政区划
龙湾屯镇下辖13个行政村：
山里辛庄村、七连庄村、柳庄户村、南坞村、树行村、张中坞村、史中坞村、丁甲庄村、小北坞村、大北坞村、焦庄户村、唐洞村和龙湾屯村。

## 中国传统村落
- 焦庄户村